# Prestige (label discographique)
Pour les articles homonymes, voir Prestige.
Prestige Records est un label discographique américain de jazz, basé à New York. Il est fondé en 1949 par Bob Weinstock (1928-2006). La maison de disque se fait connaître en éditant les enregistrements d'artistes comme Miles Davis, John Coltrane, Sonny Rollins, Thelonious Monk.

## Histoire
Le label est fondé sous le nom de New Jazz, puis renommé Prestige Records l'année suivant sa création. Le catalogue contient de nombreux enregistrements renommés et parfois historiques de Miles Davis, John Coltrane, Sonny Rollins, Thelonious Monk et autres. Bob Weinstock était connu pour encourager les enregistrements improvisés pour plus d'authenticité, pour un contenu plus excitant. D'ailleurs Prestige Records (au contraire de Blue Note Records) ne payait pas les musiciens pour les séances improvisées. Une autre des habitudes de Weinstock était de rembobiner les bandes après les prises « ratées », en conséquence de quoi il existe peu de pistes « alternatives » des séances d'enregistrements célèbres.
Pour la très grande majorité des années 1950 et 1960, l'ingénieur du son Rudy Van Gelder était responsable des enregistrements du label. De façon exceptionnelle, Ira Gitler le remplace sur certains enregistrements du début des années 1950. Aux environs de 1958, Prestige Records commence à diversifier ses enregistrements, notamment en rappelant le nom New Jazz pour enregistrer des artistes émergents ainsi qu'en introduisant les sous-titres Swingsville et Moodsville. Toutefois, ces deux derniers n'ont pas survécu longtemps. Plusieurs albums ressortis dans les années 1960, le furent sous le label Prestige Records lui-même. Bluesville Records était aussi un nom de substitution pour Prestige Records.
Durant cette période, Weinstock cesse de superviser lui-même les enregistrements, il emploie dans ce but Chris Albertson, Ozzie Cadena, Esmond Edwards, Don Schlitten, ainsi que le producteur Bob Porter, parmi d'autres. Pour cette période, les musiciens qui enregistraient pour le label comptaient notamment Jaki Byard et Booker Ervin. Prestige Records restait un label viable grâce à l'enregistrement de titres de soul jazz tels que Charles Earland. Weinstock est critiqué pendant des années pour ses pratiques commerciales. Jackie McLean dans son ouvrage Four Lives in the Bebop Business (chez A.B. Spellman's, 1966) est particulièrement virulent à son égard. Cependant, d'autres tels que Albertson et Miles Davis (dans son autobiographie) l'ont défendus. Le « Junkie Label » (label des drogués) était parfois le surnom péjoratif donné à Prestige Records. Toutefois les problèmes de drogues étaient si répandus dans le monde du jazz que cette réputation n'est peut-être pas justifiée.
Prestige Records est racheté en 1971 par Fantasy Records. Les enregistrements originaux de Prestige Records constituent la majeure partie désormais distribués sous le nom de Original Jazz Classics.
En 2017, Concord Music Group relance le label Prestige. Le premier album publié dans le cadre de la réactivation du label est A Social Call de Jazzmeia Horn, originaire du Texas,.

## Marques de fabrique
Les albums de chez Prestige Records contenaient souvent 5 pistes (3 sur la face A et 2 sur la B) et étaient la plupart du temps en dessous des 40 minutes. Les titres sont principalement des standards de jazz, il existe très peu de compositions originales. Avec Prestige, les musiciens ne gardaient pas leurs droits musicaux de leurs LP.
Les albums originaux contiennent en général un blues de base de 10 à 15 minutes sur la face B (par exemple Saxophone Colossus ; Kenny Burrell and John Coltrane). Moins souvent le blues apparait sur la face A (par exemple Screamin' the Blues par Oliver Nelson, un des rares enregistrements qui contiennent principalement des compositions originales). Parfois le blues est remplacé par un standard de jazz de durée équivalente (par ex. Lush Life de John Coltrane). Sur l'album Django du Modern Jazz Quartet (1956), le même morceau (Two Bass Hit) est enregistré 4 fois de suite, à chaque fois centré sur un nouvel instrument. Le résultat est intitulé La Ronde Suite. Weinstock reconnaitra plus tard que de telles stratégies étaient le moyen de remplir des enregistrements qui, sans cela, n'auraient pas été sortis.